# Lagos (Portugal)
Pour les articles homonymes, voir Lagos (homonymie).
 (janvier 2013).
Si vous disposez d'ouvrages ou d'articles de référence ou si vous connaissez des sites web de qualité traitant du thème abordé ici, merci de compléter l'article en donnant les références utiles à sa vérifiabilité et en les liant à la section « Notes et références ».
Lagos (phon. API : /'laguʃ/, littéralement « Les lacs ») est une ville portugaise située dans le sud de l'Algarve, à l'embouchure de la Bensafrim.
La ville est située à environ 35 km à l'est du cap de Sagres, le Finisterre sud-ouest de l'Europe. Au nord de Lagos, la route de Vila Nova de Milfontes et de Sines serpente à travers les coteaux du parc naturel du Sud-Ouest Alentejano et Costa Vicentina.
La majorité de la population de l'agglomération est établie sur le littoral et vit du tourisme et des activités de service connexes. L'hinterland, agricole et forestier, est comparativement beaucoup moins densément peuplé.
La ville a connu sa période de gloire aux XVe et XVIe siècles, à l'époque d'Henri le Navigateur et des découvertes portugaises, lorsqu'elle était l'un des ports de départ des expéditions vers le nouveau monde ou vers l'Empire colonial portugais.
Elle est également tristement célèbre pour avoir été le premier marché aux esclaves des traites négrières sur le continent européen.

## Histoire

### Origines
Lagos est un vieux port maritime dont l'histoire remonte à plus de 2000 ans. Son nom de Lagos dérive du gaulois Lacobriga. Lagos fut d'abord un comptoir où les Carthaginois recrutaient des mercenaires gaulois pour combattre les Romains pendant les Guerres puniques. Elle fut ensuite colonisée par les Romains, et dépendit de la province romaine de Lusitanie. Il subsiste quelques vestiges gallo-romains à Lagos même et alentour, comme les ruines romaines de Praia da Luz et le barrage romain de Fonte Coberta. C'est probablement à Lacobriga, près du site archéologique de Monte Molião, que le général rebelle Sertorius défit avec l'appui d'auxiliaires lusitaniens l'armée de Q. Caecilius Metellus Pius envoyée pour l'arrêter,,. Lacobriga était déjà un port considérable à cette époque.
Au VIe siècle, la ville fut successivement gouvernée par les Wisigoths depuis le Royaume de Tolède puis par les Byzantins.

### Période musulmane
Lors de la Conquête musulmane de l'Hispanie au VIIIe siècle, les Maures envahissent la région et rebaptisent la ville Zawaia (c'est-à-dire « lac » en arabe). Elle faisait partie de la contrée d’al-Gharb (à l'ouest et d'où vint le nom moderne d'Algarve). On doit aux Maures la fortification de la ville et l'ouverture de lignes commerciales maritimes régulières. En 1174 le Wali local autorisa la construction de l'église Saint Jean-Baptiste hors les murs. C'est la plus ancienne église d'Algarve.
Les provinces d'Algarve et d'Alentejo restèrent sous autorité mauresque même après la Reconquista d'Afonso Henriques et ne furent reconquises que sous le règne d'Alphonse III de Portugal en 1241. Ainsi, lorsque ce souverain eut reconquis l'Algarve en 1249, il s'attribua le titre de « Roi de Portugal et d'Algarve », témoignant que cette province, arabe depuis des siècles, était encore à ce moment une terre étrangère.

### Période portugaise

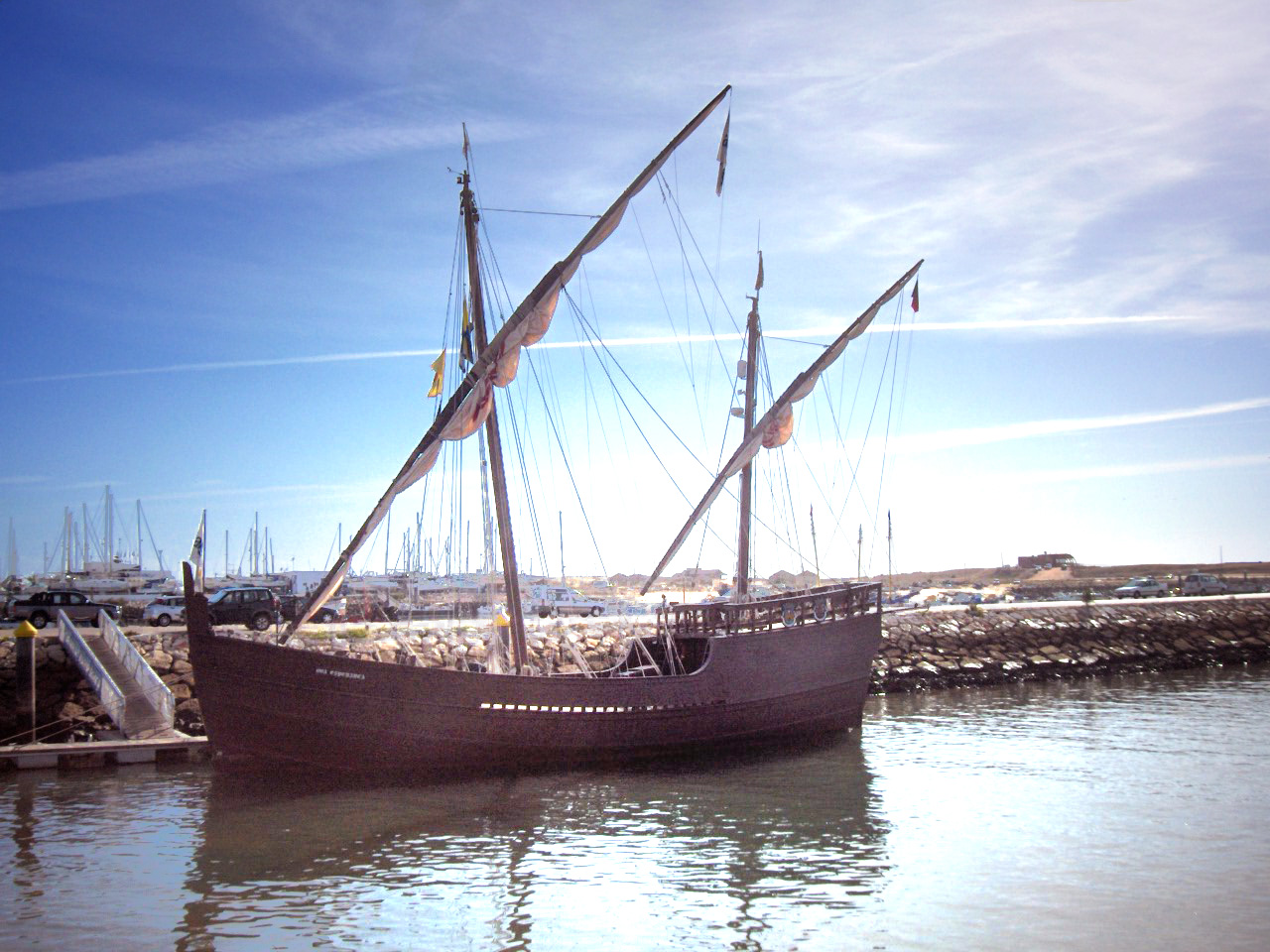
Reconstitution de la caravelle Boa Esperança.

Lagos ne devint une juridiction autonome que sous le règne de Pierre Ier en 1361. C'est à Lagos que le roi João I rassembla une flotte en vue de s'emparer de Ceuta en 1415, première incursion de l'Europe médiévale en Afrique, et prémices des découvertes portugaises des explorateurs portugais à travers les océans.
Devenue le tremplin des expéditions transocéaniques, Lagos fut au XVe siècle un port hauturier célèbre : le prince Henri le Navigateur, fils benjamin du roi João I, y passa l'essentiel de son existence. C'est de là qu'il dirigeait les campagnes contre le Maroc et les côtes orientales de l'Afrique avec ses caravelles, des navires à construction « membrure première » possédant une tenue exceptionnelle à la mer. Lagos est également la patrie de Gil Eanes, premier capitaine à doubler le cap Bojador en 1434, que l'on considérait à l'époque comme la limite méridionale de la zone habitable (non « torride ») de la Terre. Cet exploit marqua un tournant dans l'exploration de l'Afrique, et l'on peut comparer Lagos à cette époque au Cap Canaveral de l'exploration spatiale. L'ancienne capitale du Nigeria, Lagos, est une colonie de la ville portugaise qui lui donna son nom.
C'est également à Lagos que les premiers esclaves africains furent ramenés en Europe et qu'y début les traites négrières du continent. Un édifice du XVIIe siècle se dresse à l'emplacement exact du premier marché aux esclaves noirs (Mercado de Escravos) d'Europe, ouvert en 1444. Henri le Navigateur, en tant que principal investisseur des expéditions africaines, percevait 20 % des ventes. Sa mort marqua la décadence de la ville, la famille royale se désintéressant rapidement de l'Algarve ; les grandes compagnies de commerce déménagèrent à ce moment pour Lisbonne.
Cette décadence perdura jusqu'à ce que le roi Sébastien Ier de Portugal, qui rêvait d'une grande croisade permettant de conquérir le royaume de Fez, assemblât une énorme flotte à Lagos (1578). Il perdit la vie avec la plus grande partie de la chevalerie portugaise lors de la bataille de Ksar el-Kébir.
En 1693, l'amiral de Tourville intercepta le convoi de Smyrne au large des côtes de Lagos, privant la coalition anglo-autrichienne d'importants financements et de dizaines de vaisseaux. Mais au cours de la Guerre de Sept Ans, l'amiral britannique Edward Boscawen donna sa revanche à la Royal Navy lors de la bataille de Lagos en détruisant la flotte de douze vaisseaux de la marine royale française chargée de rejoindre Brest pour assurer la protection d'un débarquement en Écosse (19 août 1759).
La ville, avec ses maisons d'un autre âge, acquérait un aspect respectable lorsque le tremblement de terre de Lisbonne de 1755 la ravagea. Elle conserve toutefois quelques remparts (reconstruits) du XVIe siècle ainsi que le château du gouverneur qui date du XVIe siècle). À la suite de ce tragique évènement, la fonction de capitale du royaume d'Algarve fut transférée à Faro.

## Géographie

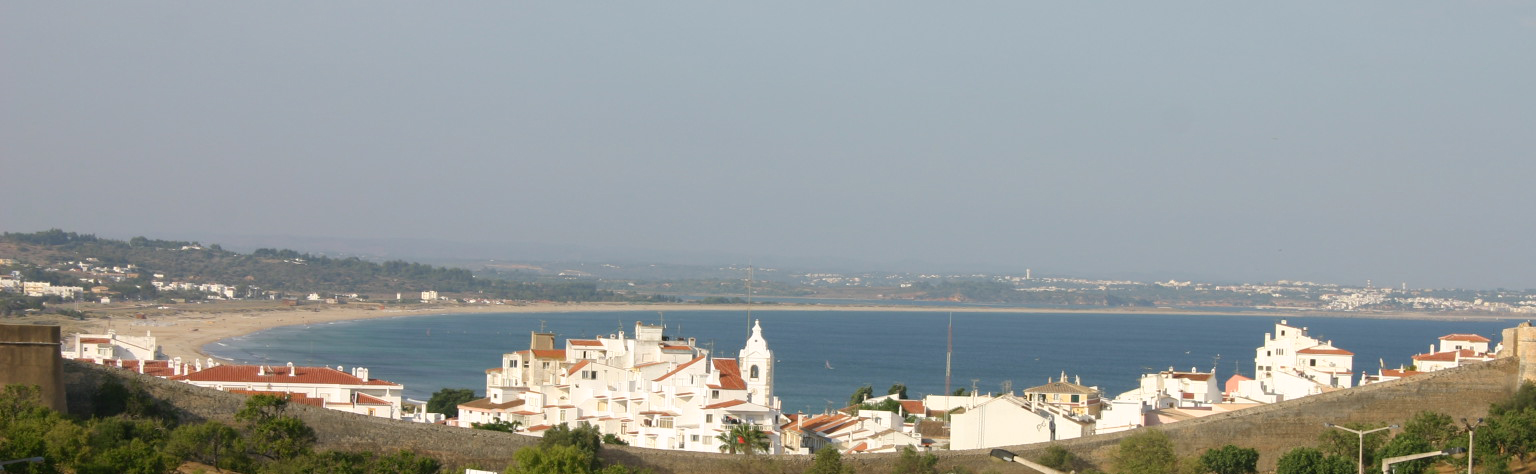
Lagos et sa plage.

Lagos est limitrophe :
- au nord, de Monchique,
- à l'est, de Portimão,
- au sud, de l'océan Atlantique,
- à l'ouest, de Vila do Bispo,
- au nord-ouest, de Aljezur.

## Démographie
| 1801  | 1849   | 1900   | 1930   | 1960   |
| ----- | ------ | ------ | ------ | ------ |
| 9 789 | 11 012 | 13 937 | 16 210 | 17 060 |

| 1981   | 1991   | 2001   | 2011   | 2021   |
| ------ | ------ | ------ | ------ | ------ |
| 19 700 | 21 526 | 25 398 | 31 048 | 33 494 |

## Monuments et musée

### L'église Saint-Antoine

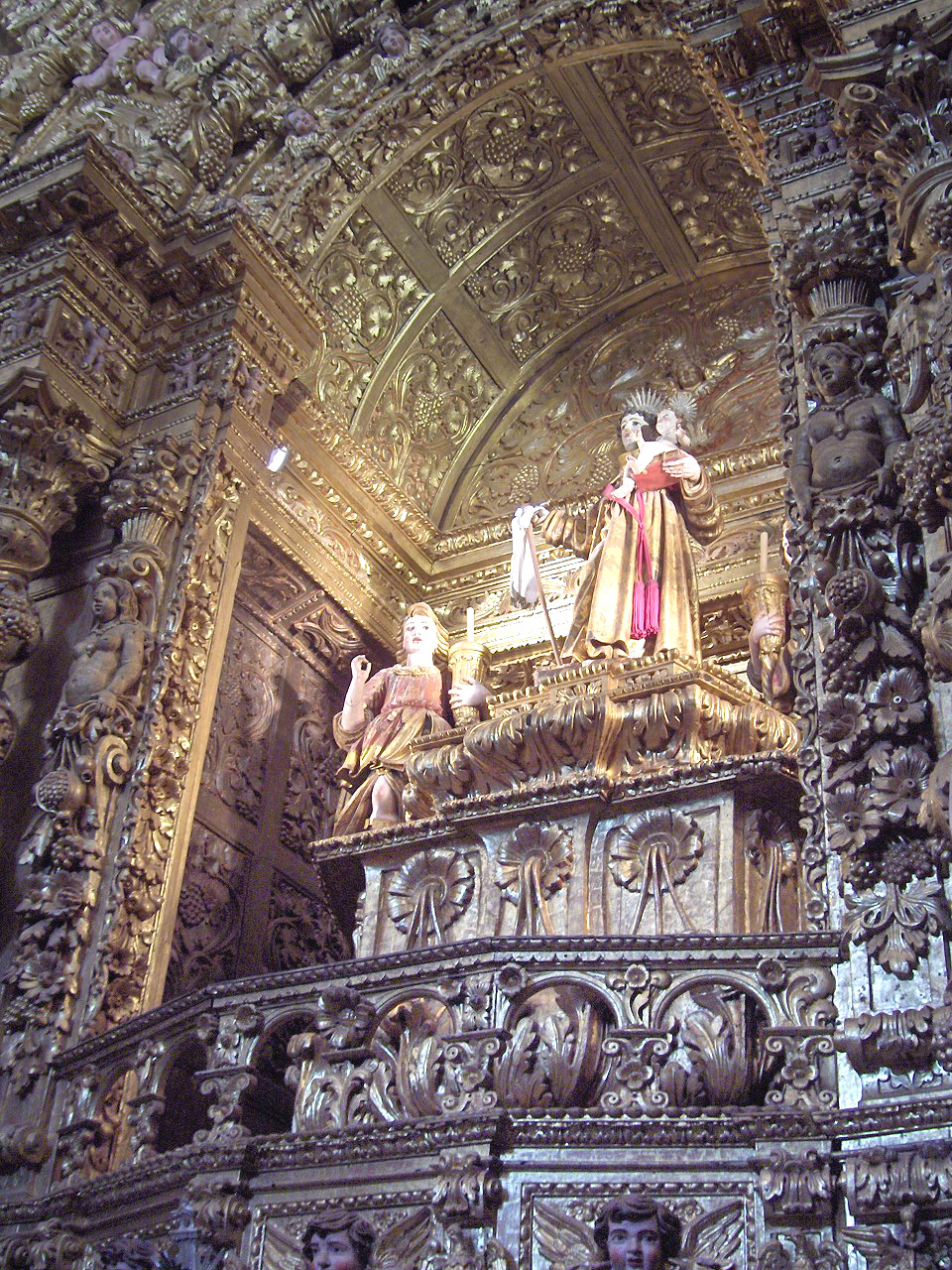
La statue polychrome de saint Antoine de Padoue.

Sa façade modeste aux tours dissymétriques, datant de 1715, contraste singulièrement avec l'extravagance de l'intérieur, richement décoré. Ses azulejos blancs et bleus dorés (XVIIIe siècle), ses bois sculptés (talha dourada, qui comptent parmi les plus beaux du pays) couvrent toute la surface des parois de la nef, avec les six toiles baroques de Mestre José Joaquim Rasquinho représentant les miracles de saint Antoine. Un coffre de bois peint en trompe-l'œil trompe sur la taille de l'objet. Les statues polychromes de chérubins jouant avec des animaux et des poissons sont remarquables.
Cette église, consacrée à Saint Antoine de Lisbonne est l'un des rares édifices laissés pratiquement intacts par le tremblement de terre de Lisbonne de 1755. Le commandant du régiment d'Infanterie de Lagos ordonna bien quelques reconstructions ce qui explique sans doute pourquoi la statue polychrome de Saint Antoine trônant sur l'autel porte une tenue militaire. On rapporte que c'est dans cette même église que le roi Sébastien Ier de Portugal assista à sa dernière messe avant sa désastreuse expédition marocaine.

### Musée régional de l'Algarve

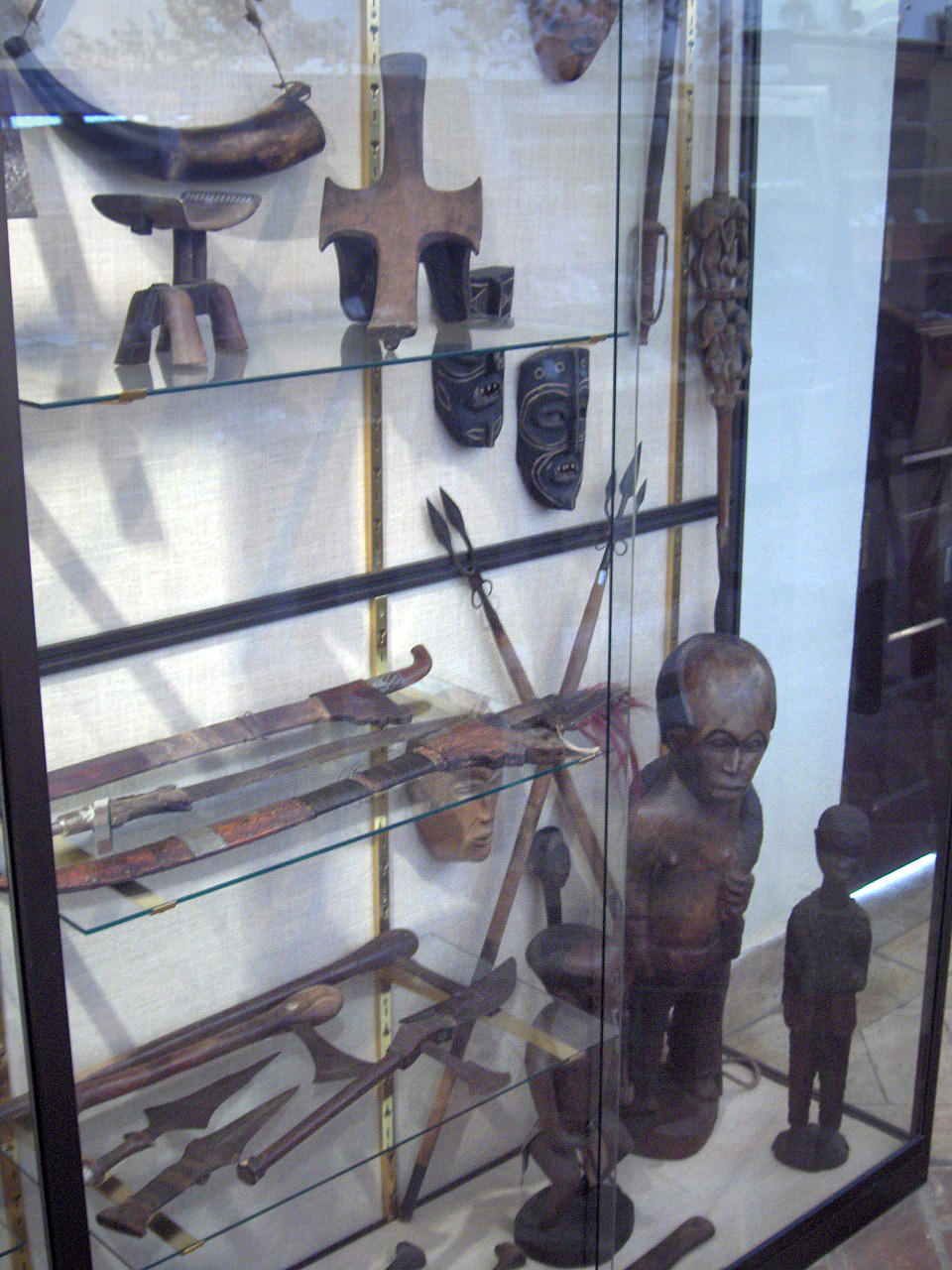
Armes et artisanat traditionnels du Mozambique.

Ce petit musée régional se trouve à côté de l'église Saint-Antoine. Il abrite une collection hétéroclite de pièces minéralogiques et de découvertes archéologiques allant de la paléontologie (ammonites, dents de dinosaures...) à l'industrie du Néolithique (haches de pierre, tessons de poterie...). La section proprement ethnographique du musée est consacrée à l'histoire de l'Algarve, avec de vieilles épées, des mousquets et des boulets de canon. La charte accordée par le roi Manuel Ier de Portugal à la ville est exposée dans ce musée ; mais l'élément le plus curieux est la collection de très anciennes armes et des objets d'art de la colonie portugaise du Mozambique. Le trésor du musée est constitué par les habits de cérémonie portés par le roi Sébastien Ier de Portugal lors de l'ultime messe qu'il fit célébrer avant sa fatale équipée marocaine. On peut également admirer un diptyque daté du XVIe siècle représentant l'Annonciation et la Présentation de Jésus au Temple.

### Le fort de Ponta da Bandeira

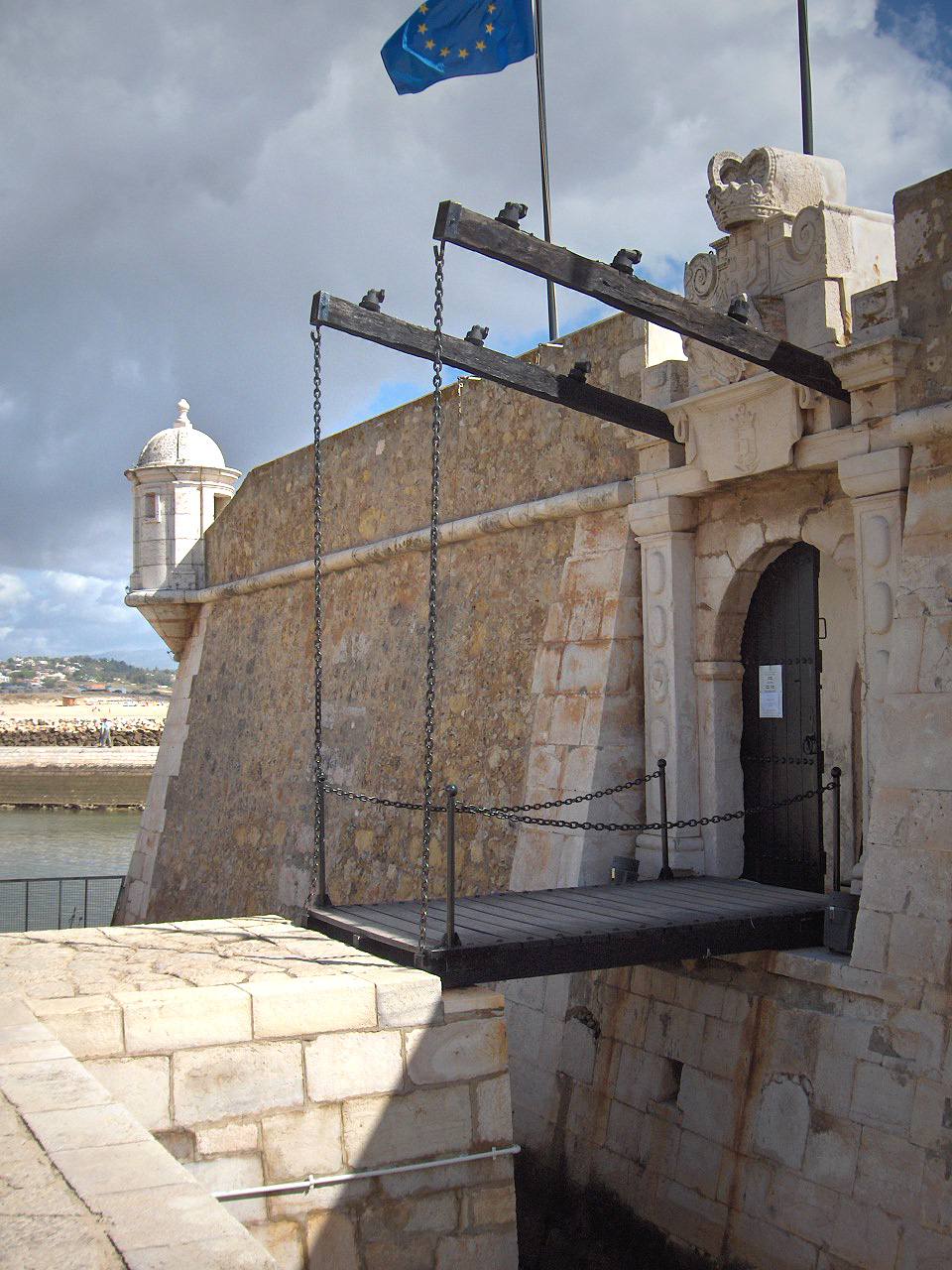
Le pont-levis du fort.

Lorsque le Portugal tomba sous domination espagnole, la côte devint l'une des cibles de la Royal Navy. Lagos, proche de la base navale de Cadix, fut attaquée par Francis Drake, mais les habitants lui opposèrent une défense si acharnée que le corsaire britannique dut renoncer à son assaut, et se retourna promptement vers le port de Sagres. D'une manière générale, la côte était régulièrement la proie des pirates et des corsaires, ce qui incita les autorités à la fortifier. Ponta da Bandeira est l'un de ces forts édifiés au début du XVIIe siècle : il contrôle l'entrée du port. On accède au fortin par un pont-levis. Le glacis offre un panorama splendide sur la cité, la plage et le port tout à la fois. Sa petite chapelle est décorée par des azulejos (carreaux de faïence bleue) d'époque. Plusieurs pièces du bastion abritent aujourd'hui des expositions sur les explorations portugaises outre-mer, sur les astrolabes et les maquettes de caravelles

## Économie et culture
Comme plusieurs villes côtières du Portugal, Lagos a toujours tourné son activité économique vers la mer et la pêche. Mais depuis 1960, elle s'est aussi largement tournée vers le tourisme, devenue l'activité dominante. Ses belles plages, son climat agréable, son architecture et son patrimoine historique sont autant d'atouts. Plusieurs spectacles et fêtes sont célébrés à longueur d'année, avec des spécialités artisanales et gastronomiques, parmi lesquelles : les biscuits appelés Dom rodrigos et morgados, à base d'amandes, de figues et d'œufs. Lagos est également réputée au plan viticole par son muscadet, et pour une liqueur locale, l'aguardente de medronho, à base d'arbouses.
Lagos s'enorgueillit de quelques sites touristiques fameux :
- Ponta da Piedade (Pointe de la Piété)
- Grutas da Costa d'Oiro (grottes de la Côte d'Or)
- Lagoa de Alvor (lagune d'Alvor)
- Mata Nacional de Barão de S.João (Forêt nationale du baron de Saint Jean)

## Subdivisions

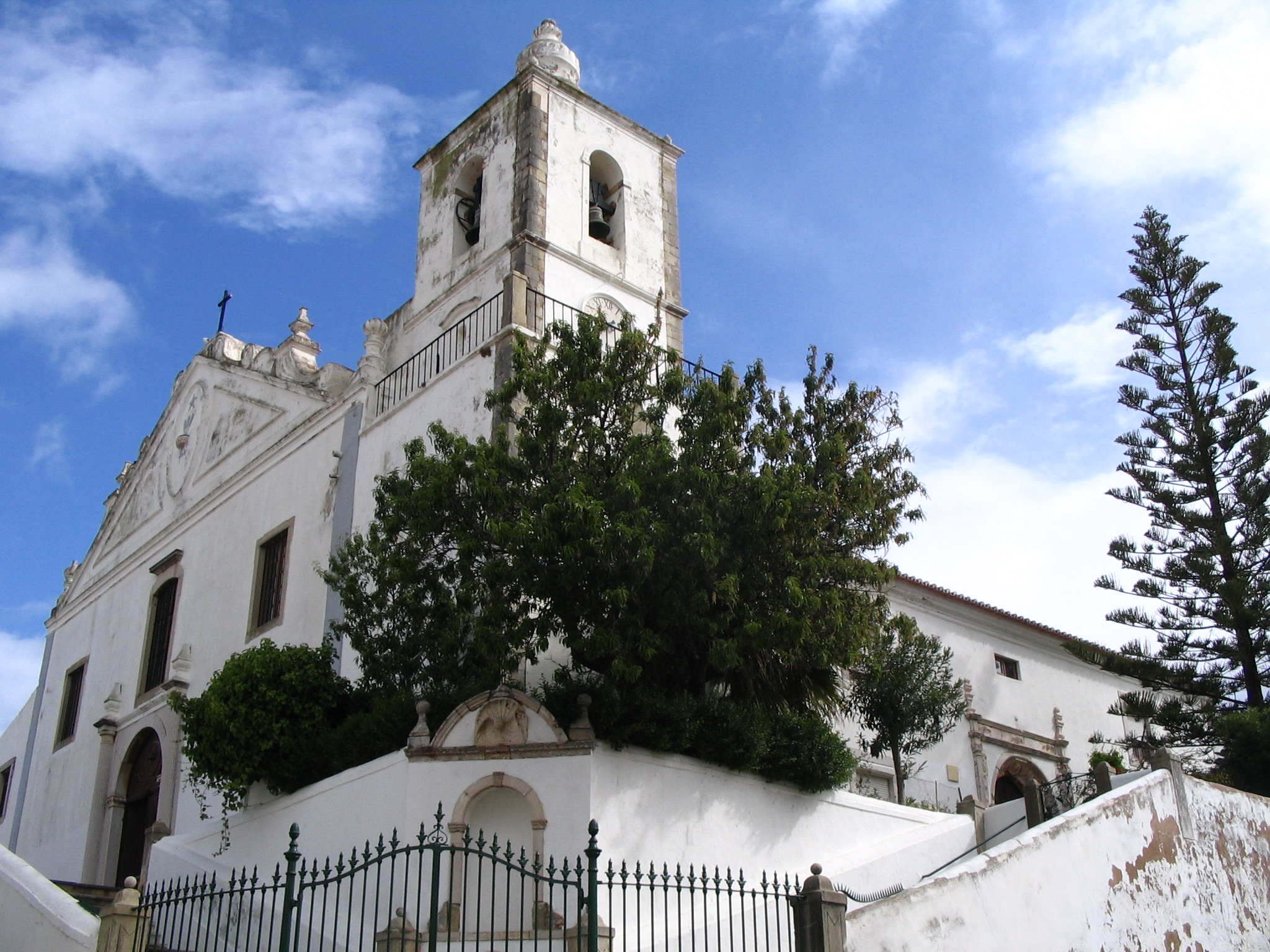
Igreja de São Sebastião.

Lagos est une municipalité (en portugais : concelho), qui comprend les quatre freguesias suivantes (à la suite de la réorganisation de 2013) :
- Bensafrim e Barão de São João (fusion de Bensafrim et Barão de São João)
- Luz (comprenant les villages d'Almádena et Espiche)
- Odiáxere
- São Gonçalo de Lagos (correspondant à la ville de Lagos elle-même, et quelques hameaux attenants)

## Transports
La ville de Lagos est reliée aux autres villes de l'Algarve par :
- l'autoroute A22,
- la route nationale N125.

et elle est reliée à Lisbonne par :
- la route nationale N120 (par la côte, via Sines),
- l'autoroute A22 puis l'autoroute A2 ou la route N124 (par l'intérieur de l'Alentejo).

La gare de Lagos est le terminus ferroviaire ouest de la Ligne de l'Algarve, vers les autres villes de l'Algarve.

## Plages

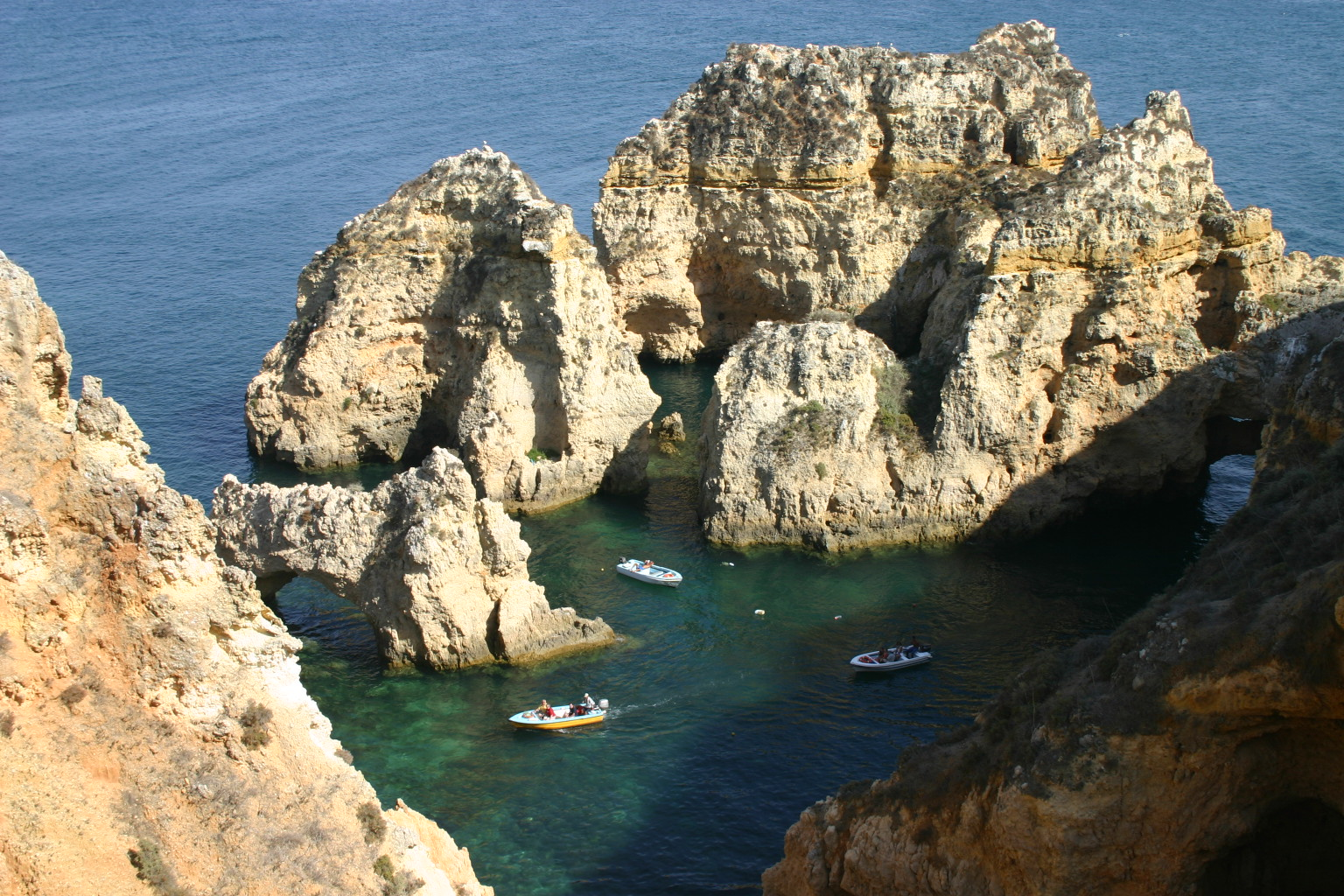
Le récif appelé Mont-de-Piété.

- Praia do Pinhao voisine de celle de Dona Ana, ravissante petite plage encastrée entre les falaises et les rochers et dominée par une piscine publique, bien abritée du vent.
- Meia Praia (plage centrale) - Sable fin et blanc, cette plage s'ouvre sur l'une des plus grandes baies d'Europe et bénéficie, de par son étendue, d'une mer calme. L'absence de récifs en fait un endroit idéal pour les activités nautiques. Par vent fort, on trouve toujours des plages abritées entre les falaises.
- Praia Solaria (plage du soleil).
- Praia da Batata (plage aux patates).
- Praia dos Estudantes (plage aux étudiants).
- Dona Ana est sans doute la plage la plus fréquentée : le sable est plus grossier que sur les autres plages, et l'endroit est fermé par des massifs rocheux aux formes évocatrices : le « gâteau d'anniversaire », le « Titanic », et le « Sphynx ». Dona Ana comprend en fait deux plages séparées par une avancée calcaire isolées l'une de l'autre à marée haute.
- Canavial
- Camilo
- Praia da Luz (plage lumineuse), la plage de la résidence balnéaire voisine de Luz. Cette plage comporte des installations sportives et est abritée à l'est par la 'Rocha Negra'.

## Photos

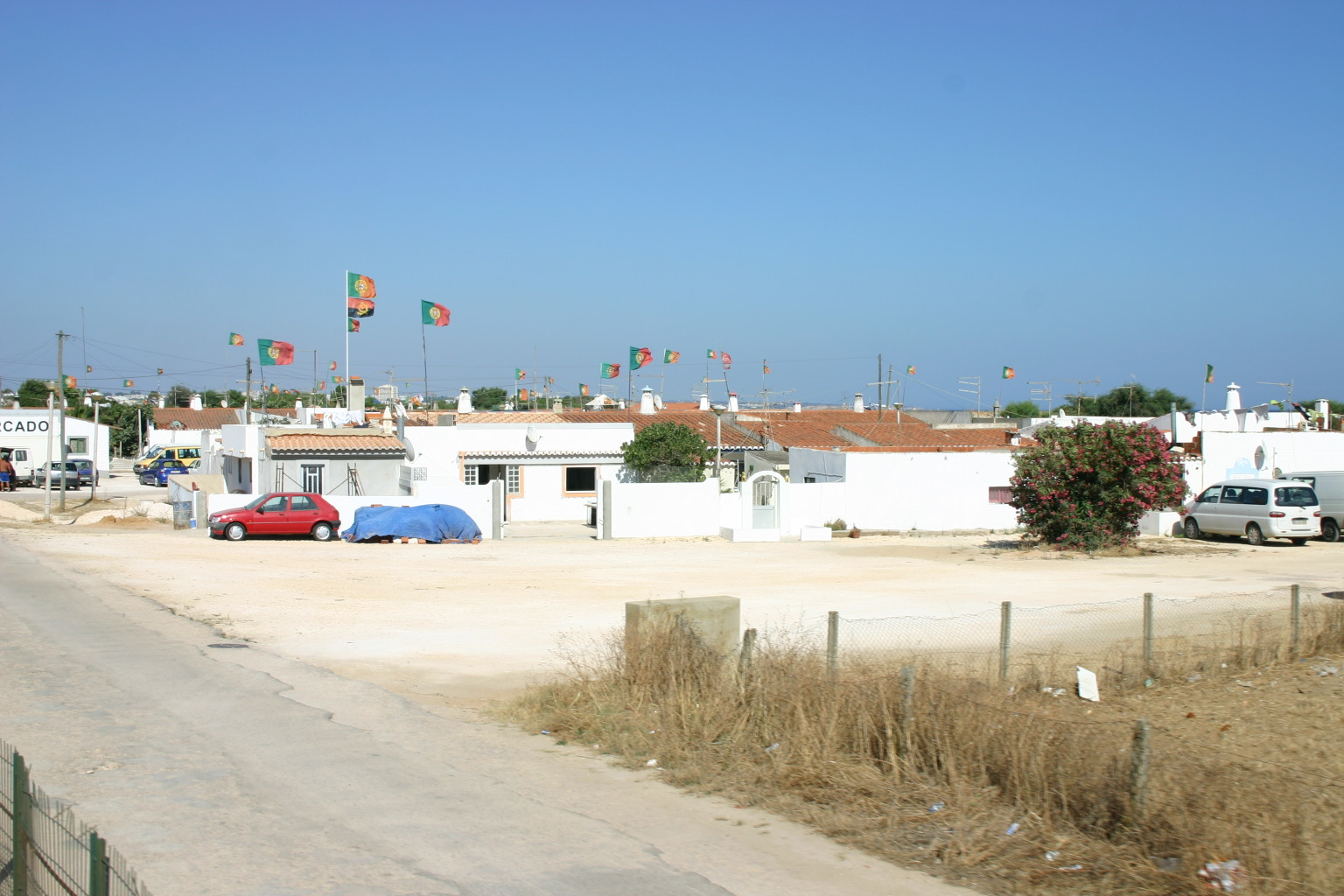
Aldeia da Meia Praia chantée par Zeca Afonso dans ses chansons.
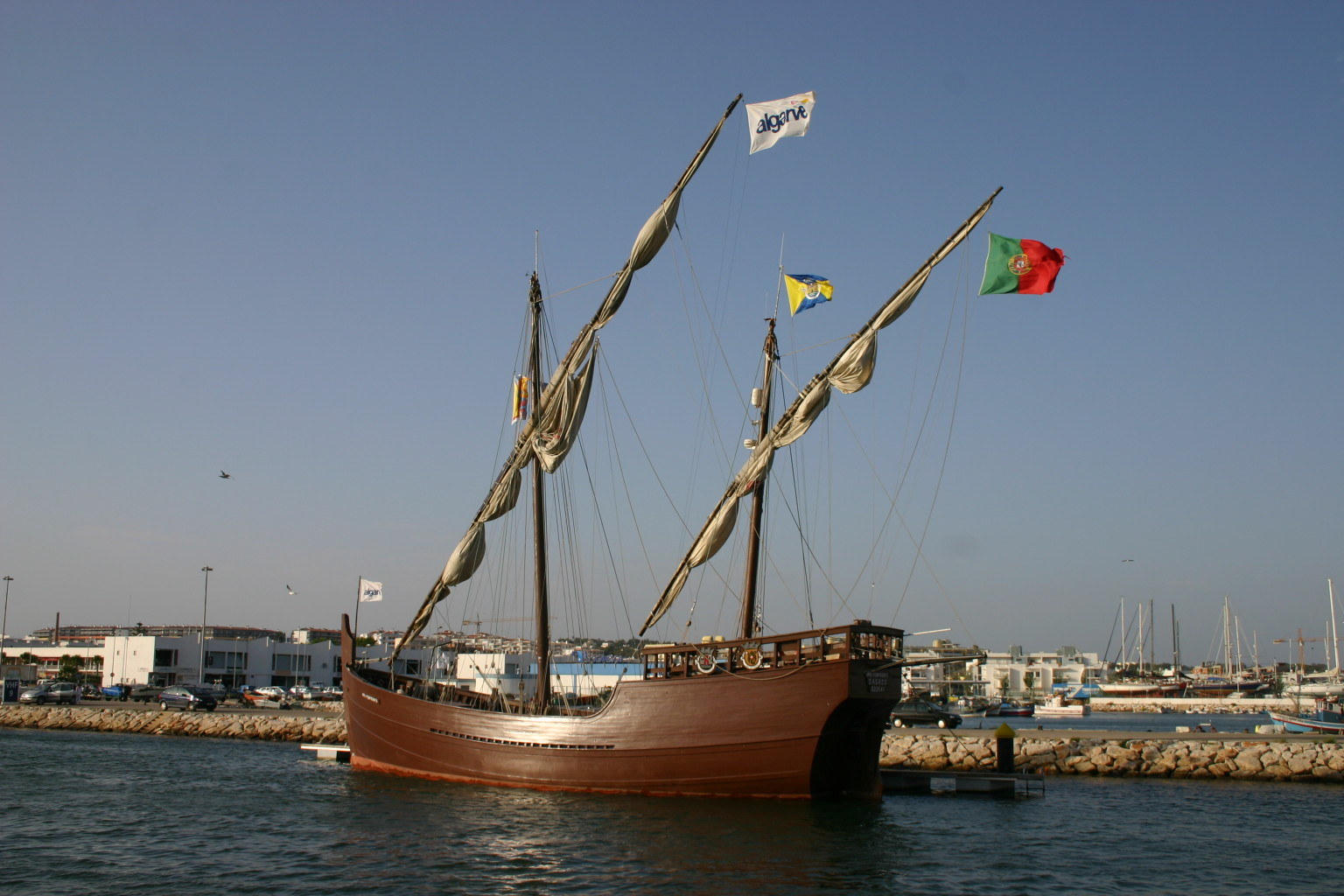
La caravelle Boa Esperança au mouillage à Lagos.
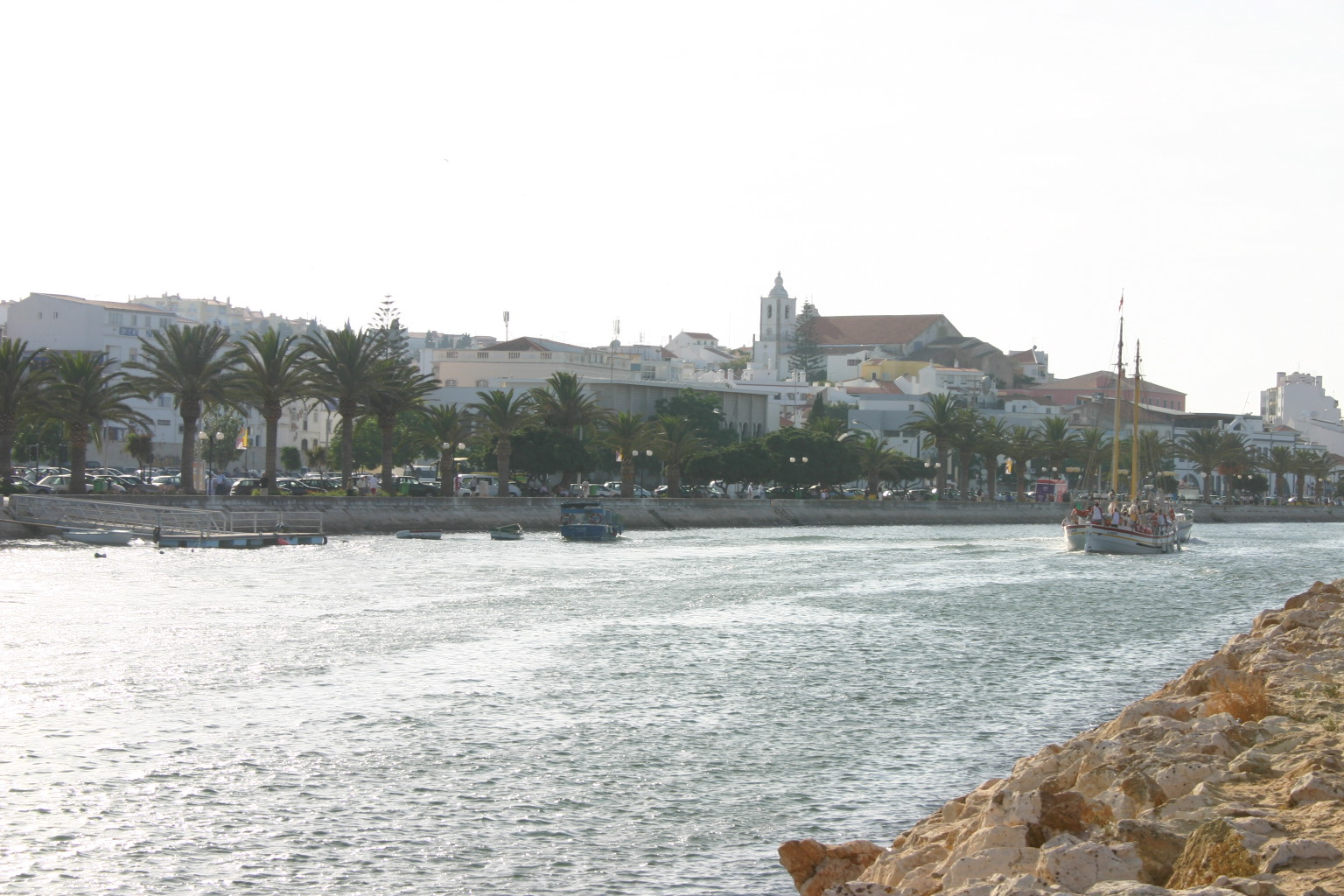
Le canal de Lagos vers la marina.
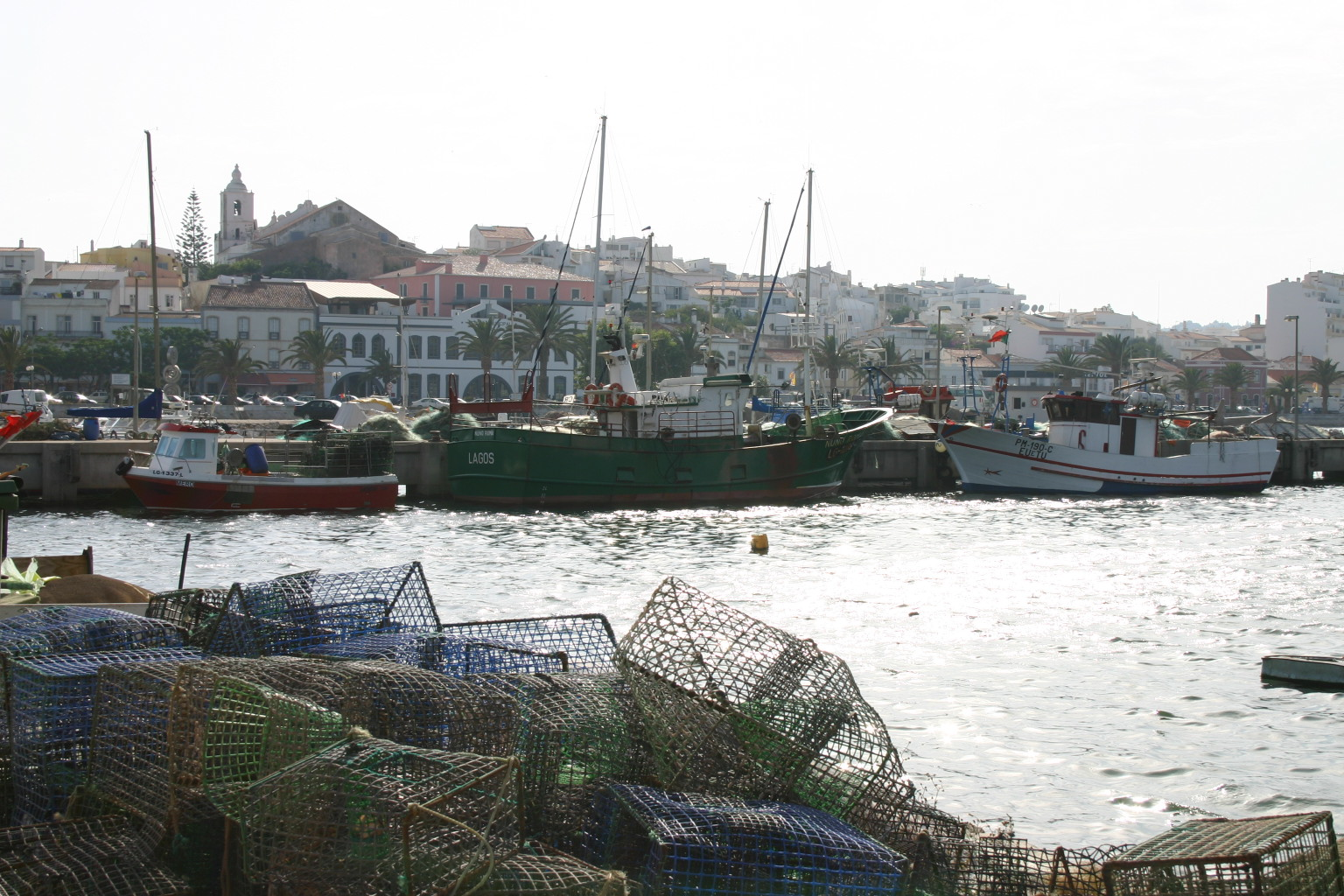
Le quai de pêche avec Lagos en arrière-plan.
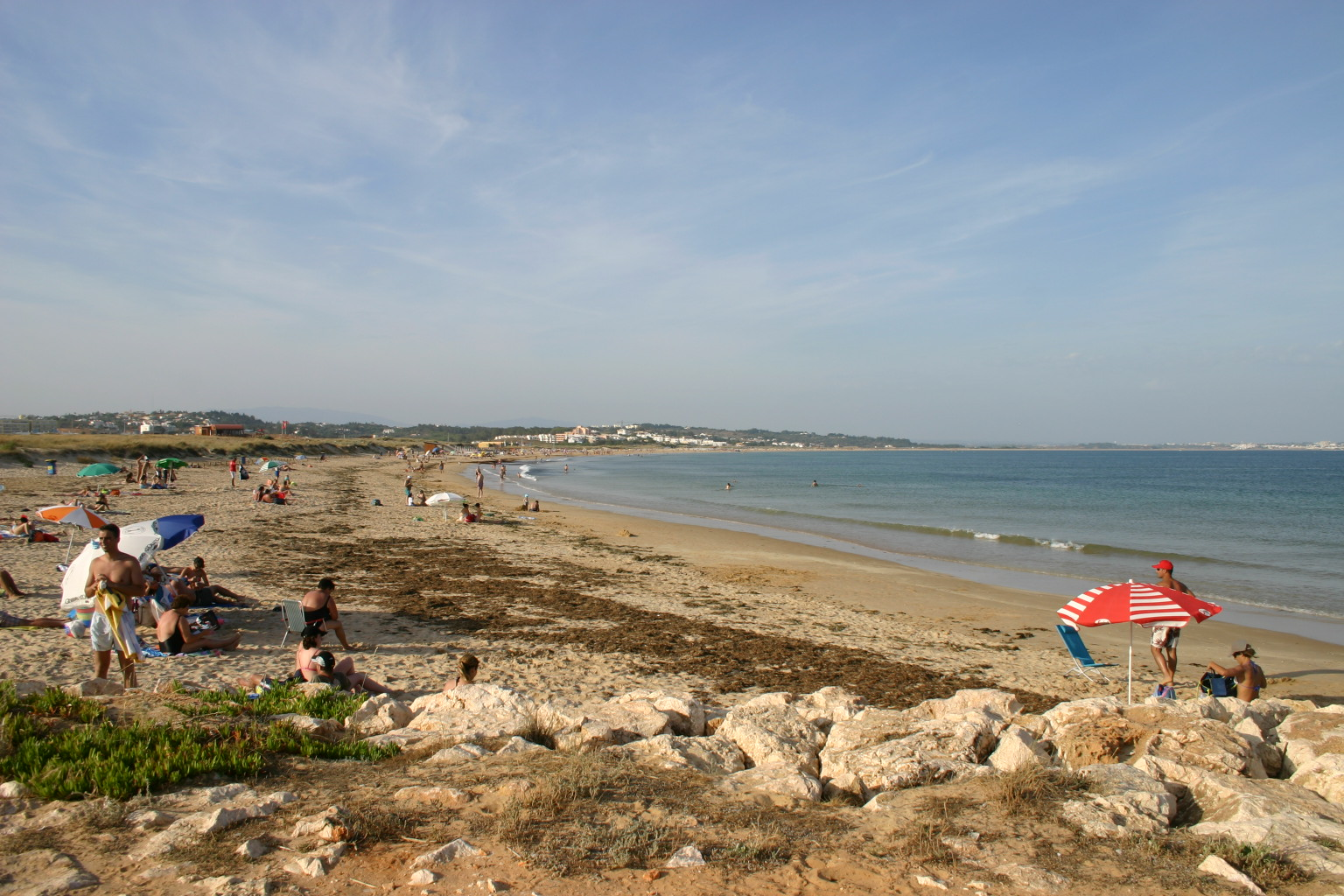
La plage de Meia Praia.
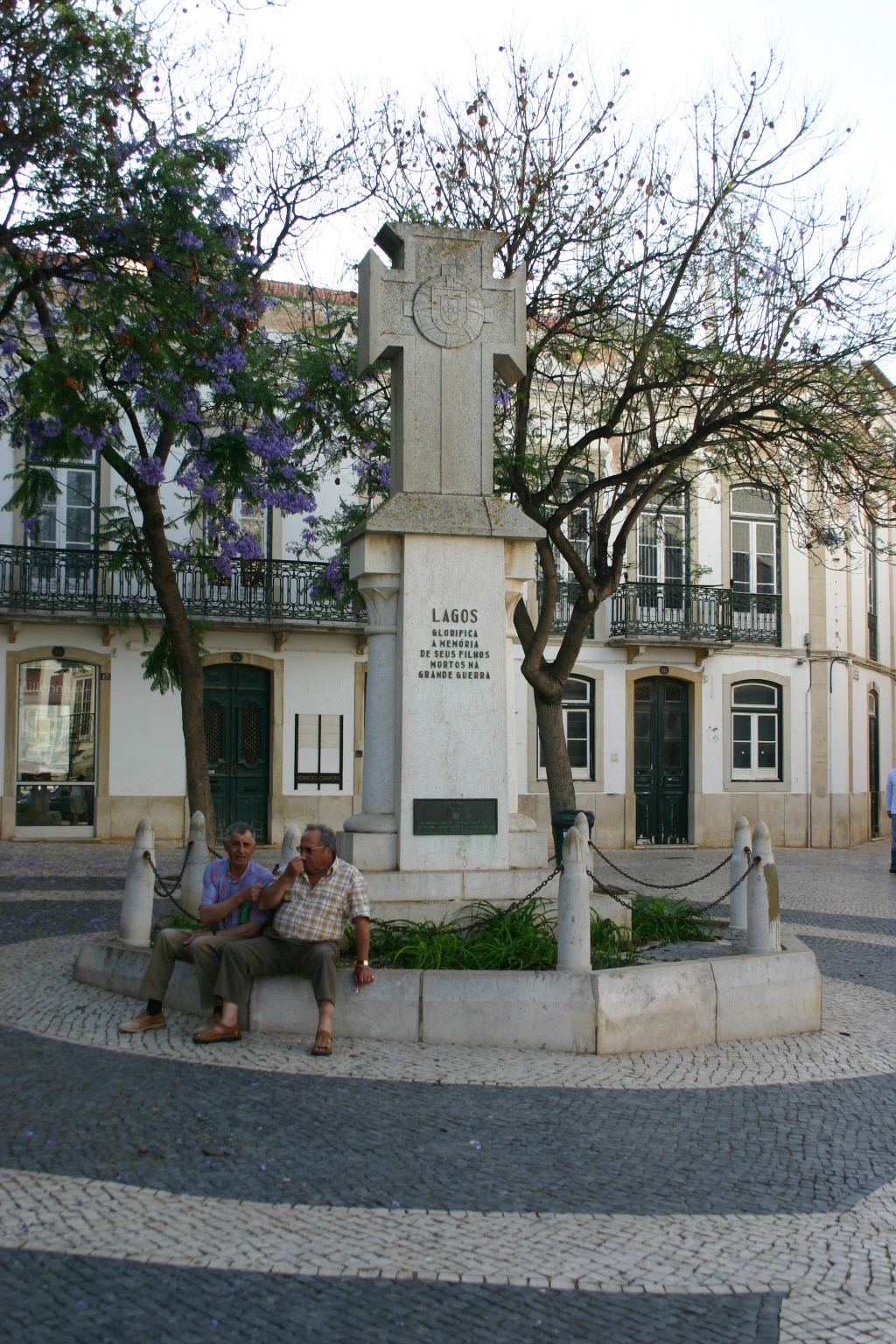
Monument aux morts pour les citoyens tombés en France et en Afrique au cours de la Première Guerre mondiale.
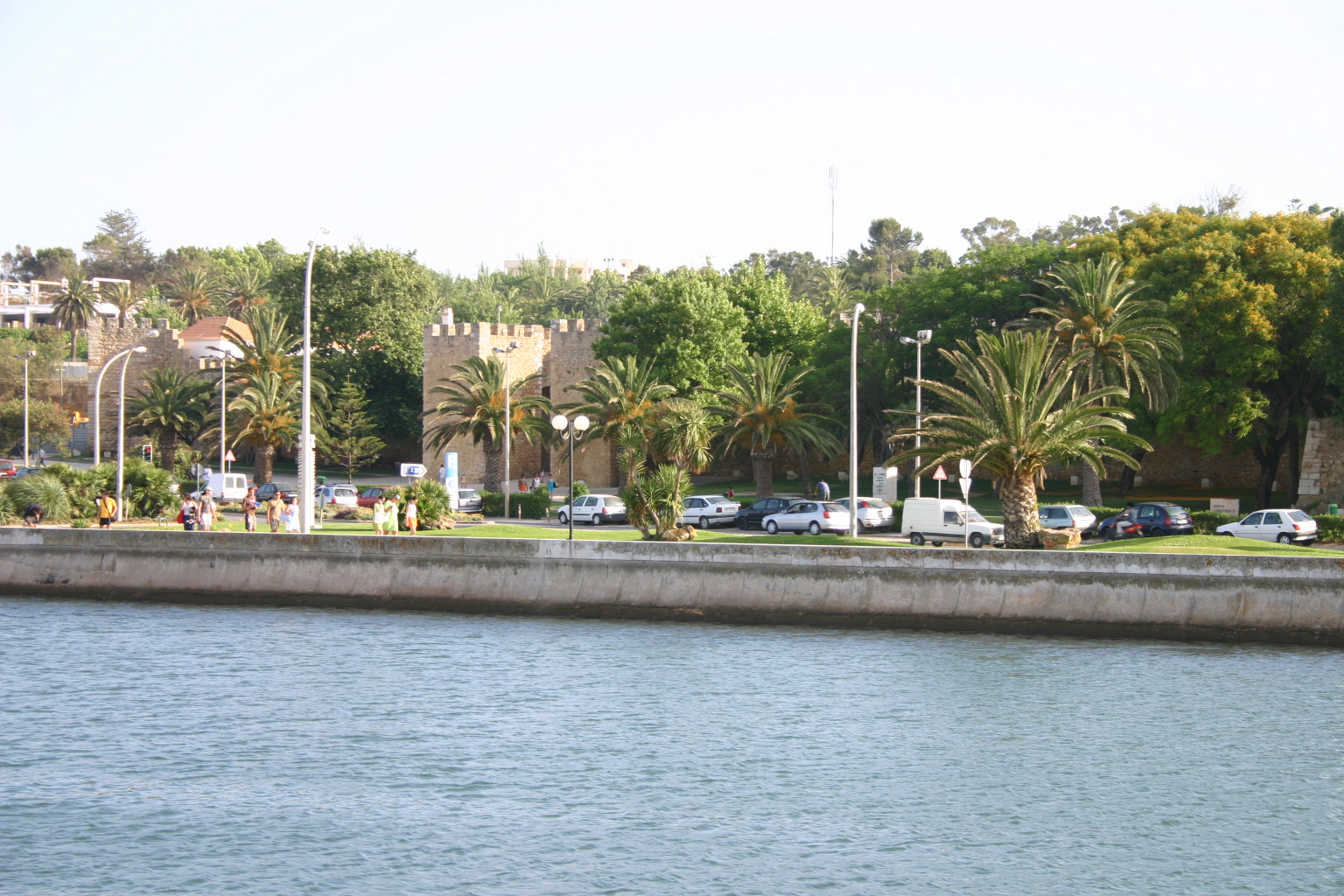
Les remparts de Lagos.
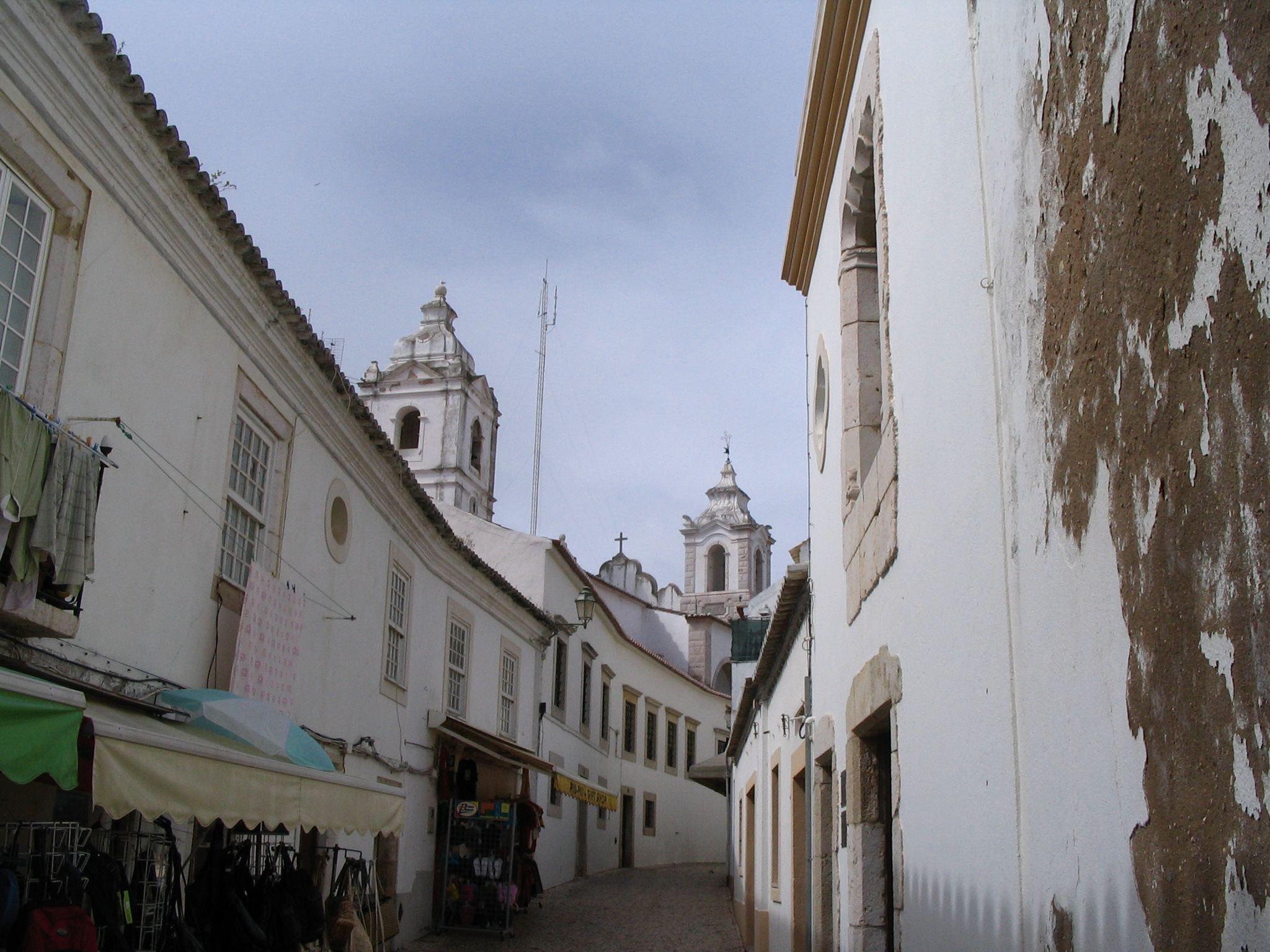
Igreja de San António, Lagos, Portugal - Rua Henrique C Silva.
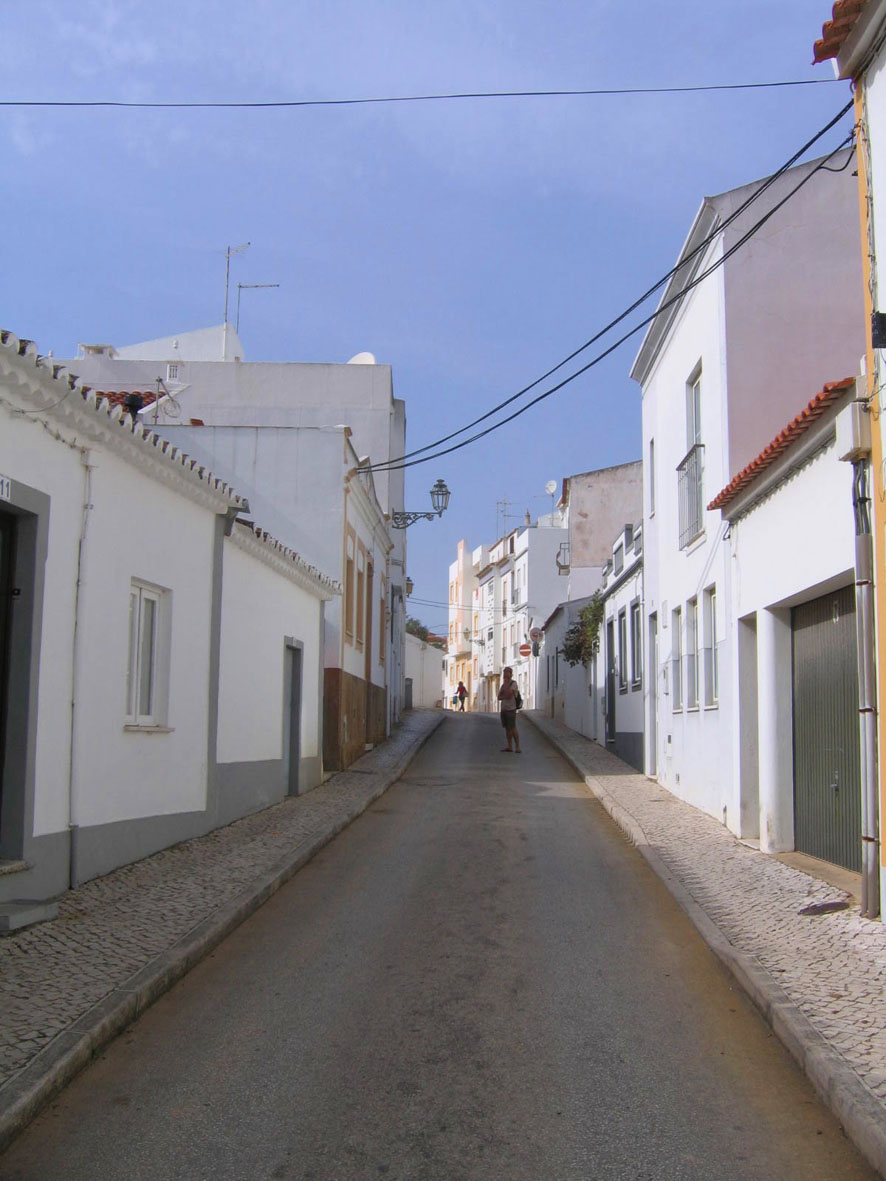
Une rue à Lagos
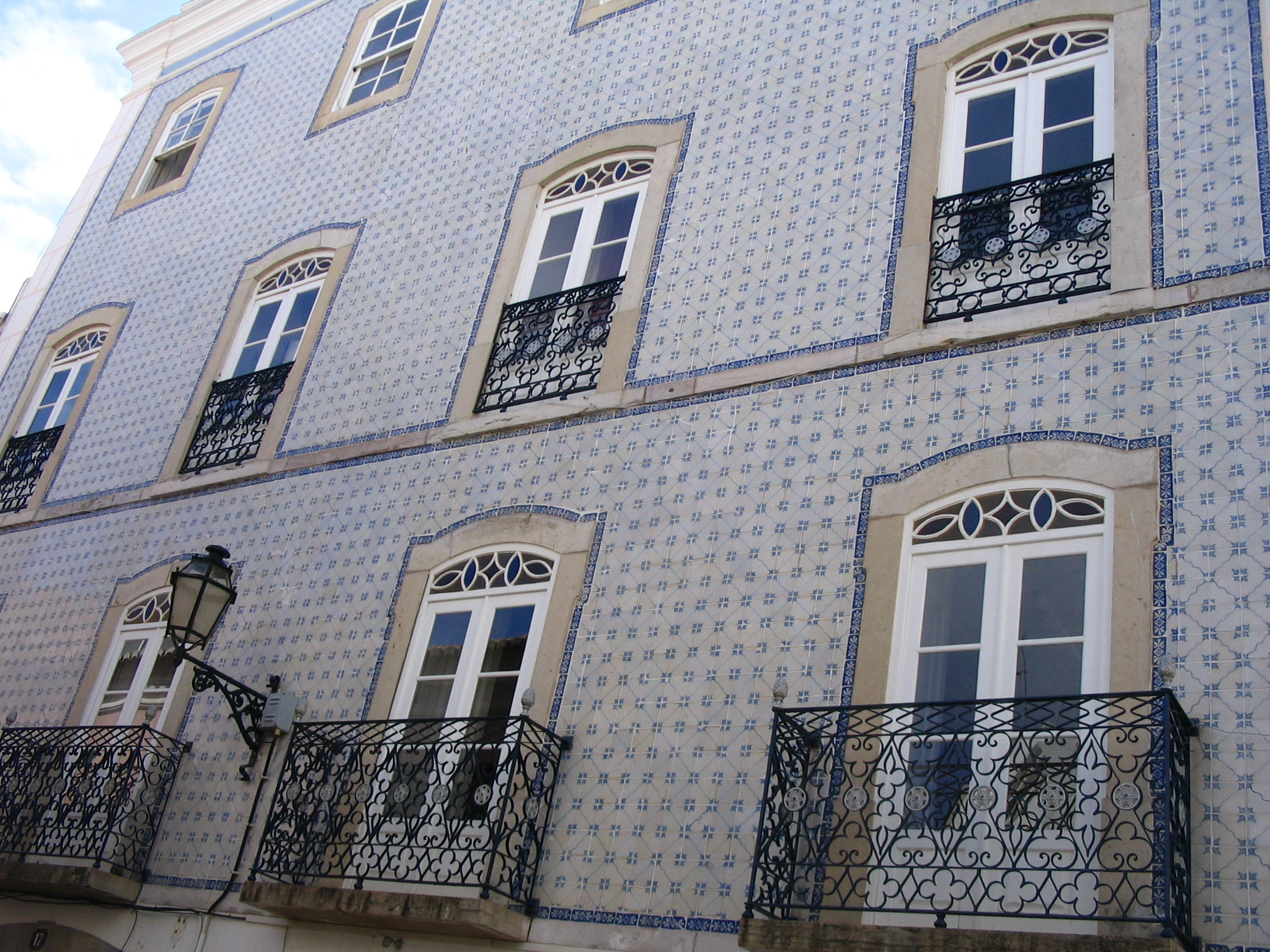
Praça Luis de camoes, Lagos.
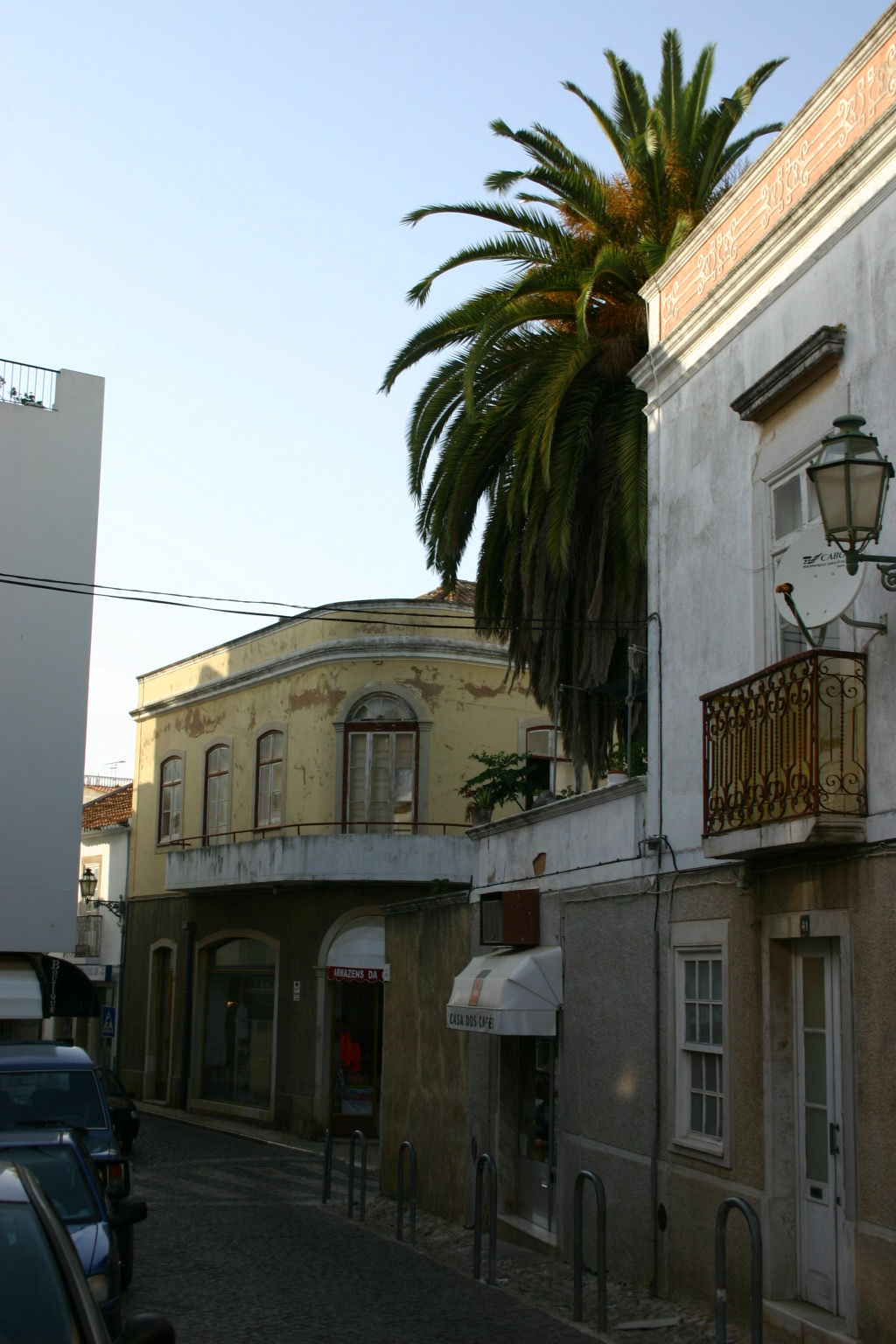
Décadence.
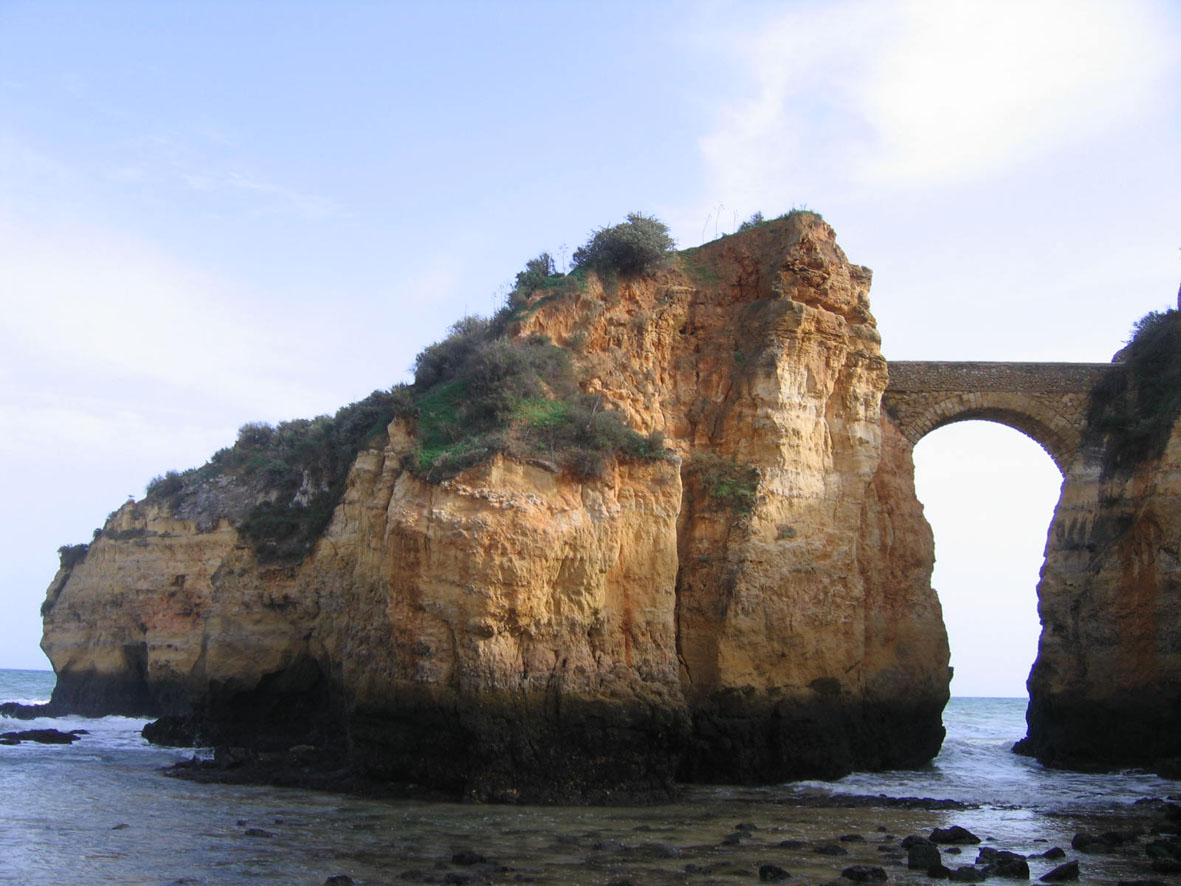
Ses falaises et son pont
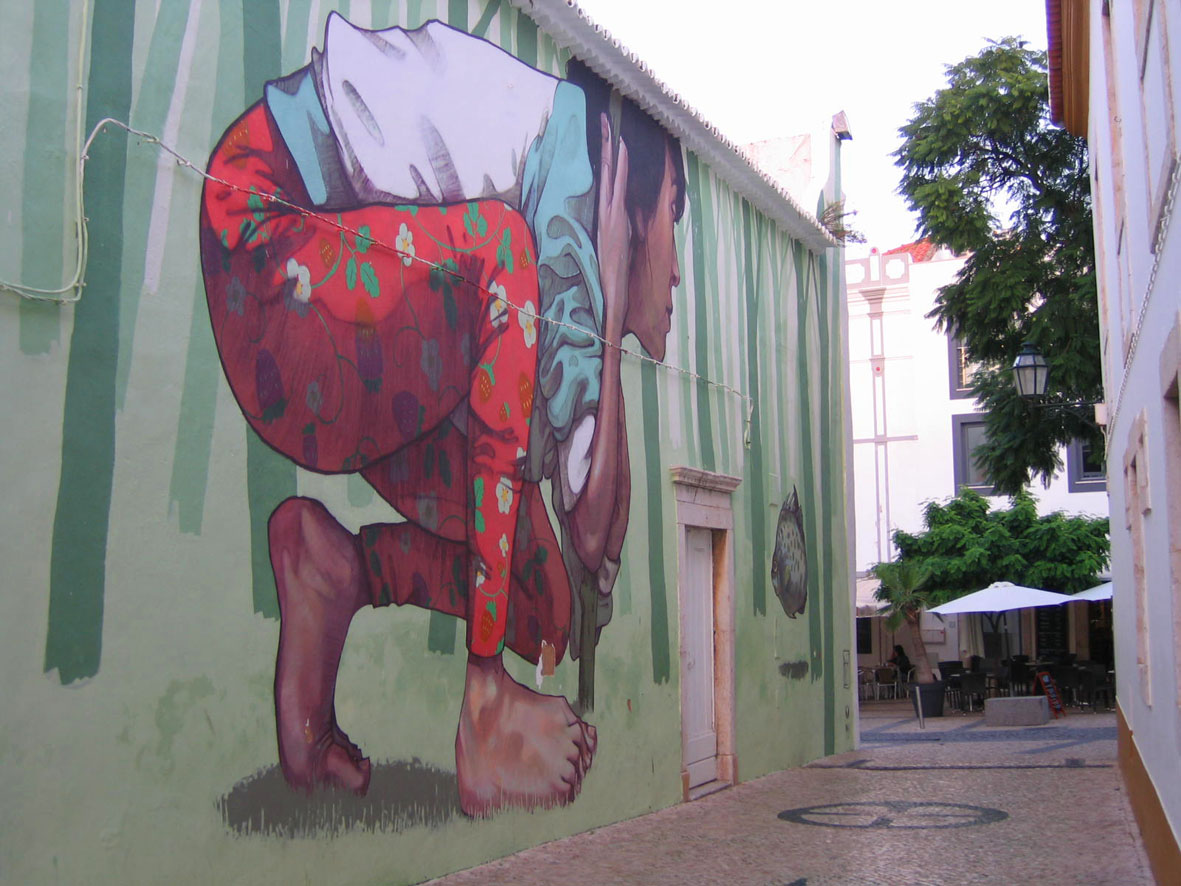
Fresque murale
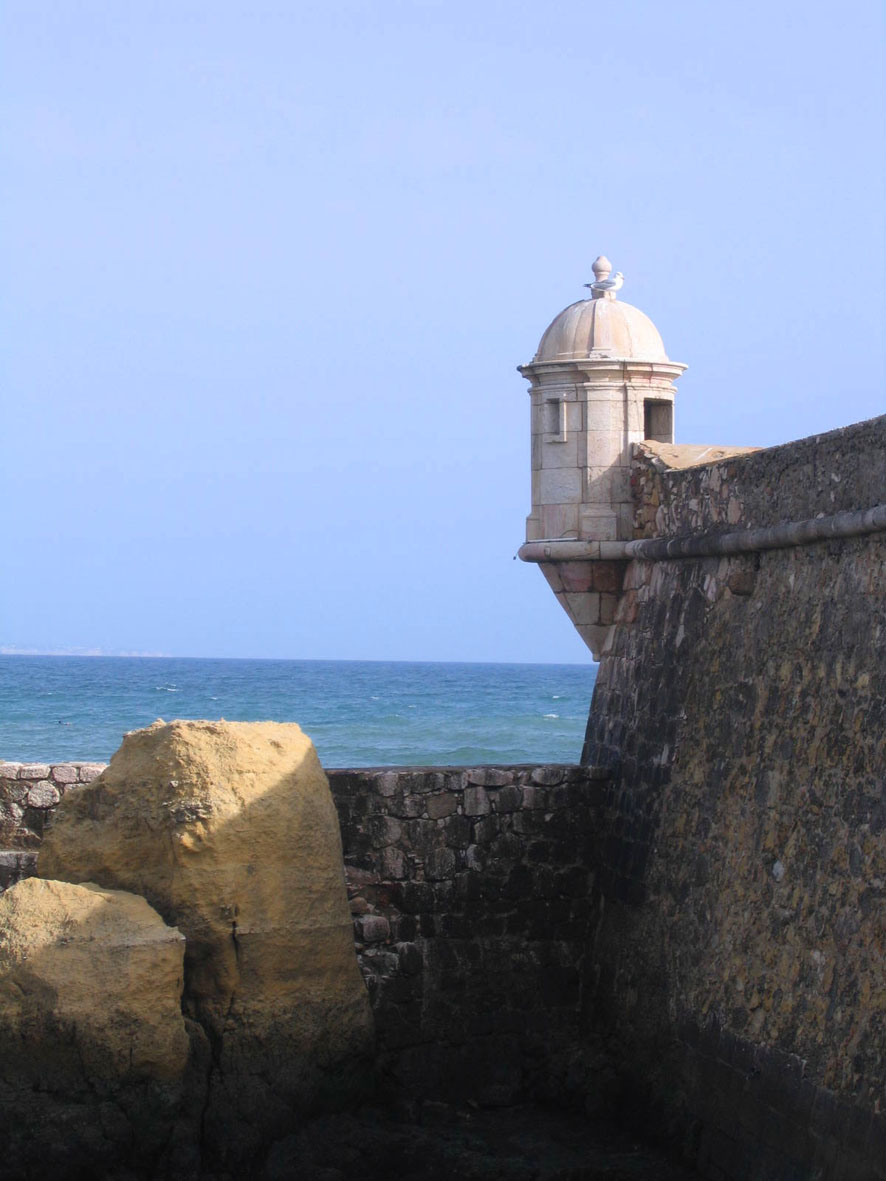
Échauguette-muraille